# Pál Nagy
Pour les articles homonymes, voir Nagy.
Pál B. Nagy, né le 2 mai 1935 à Szolnok, est un épéiste hongrois.

## Carrière sportive
Pál Nagy est l'un des membres de l'équipe d'escrime hongroise qui a brillé sur la scène internationale, en épée, à la fin des années 1960. Il obtient ainsi une médaille de bronze aux championnats du monde à Montréal en 1967 et une médaille d'argent aux championnats du monde à La Havane en 1969. Mais surtout, aux côtés de Csaba Fenyvesi, Győző Kulcsár, Zoltán Nemere et Pál Schmitt (futur président de la République hongroise), il remporte l'or aux Jeux olympiques de Mexico en 1968.
Il est champion de Hongrie en individuel en 1965 et 1970.[réf. nécessaire]